# Paris-Roubaix de 2017
A 115.ª edição da clássica de ciclismo Paris-Roubaix, celebrou-se na França a 9 de abril de 2017 sobre um percurso de 257 km entre a cidade francesa de Compiègne e o município de Roubaix.
A corrida fez parte do UCI WorldTour de 2017, calendário ciclístico de máximo nível mundial, sendo a décima-quinta corrida de dito circuito.
A corrida foi vencida pelo corredor belga Greg Van Avermaet da equipa BMC Racing, em segundo lugar Zdeněk Štybar (Quick-Step Floors) e em terceiro lugar Sebastian Langeveld (Cannondale-Drapac).

## Percorrido
A Paris-Roubaix dispôs de um percurso total de 257 quilómetros com 29 trechos de pavé, esta corrida faz parte do calendário de clássicas de pavé, sendo a última e mais legendaria corrida que se disputa em clássicas de pavé, antes de iniciar a primavera com as clássica das Ardenas.
O percurso da edição 2017 é um pouco diferente em comparação com a edição 2016. É quase tão longo como no ano passado com um total de 257 km, mas desta vez incluindo mais de 2 km de áreas novas de pavé, atingindo um comprimento total de 55 km distribuídos em vinte e nove seções. O detalhe mais notável no percurso é a adição do setor de Saint-Python, mas adicionando por surpresa os setores de Viesly à Briastre e o velho setor de Briastre à Solesmes que não tinha estado na rota durante trinta anos.
Apesar de seu nome, a corrida não começa na cidade de Paris, mas nesta edição se dá começo na cidade de Compiègne, a uns 80 quilómetros ao norte de Paris, e se move para o norte para finalizar em Roubaix. A dificuldade principal é os vinte e nove seções empredadas que estão dispostos sobre uma distância total de 55 quilómetros. Os organizadores da corrida atribuem a estas zonas um nível de dificuldade, as três áreas mais difíceis classificam-se como de cinco estrelas, enquanto só um setor se classifica com uma estrela, considerado o mais fácil.
Os primeiros 97 quilómetros de percurso são planos sobre estradas normais, chegando entre o primeiro setor de Troisvilles-Inchy que põe picante à corrida. Durante os próximos 60 quilómetros, há nove áreas pavimentadas antes do primeiro setor de cinco estrelas, o Trouée d'Arenberg, com um comprimento de 2,4 quilómetros, com seu pavé em mau estado, disjuntos e não alinhados, pelo geral este trecho num dos mais decisivos da prova, costuma provocar a primeira seleção na corrida eliminando a muitos corredores face à vitória final.
A seguir, a rota gira várias vezes ao redor da comuna de Wallers onde há outros setores. Logo a corrida dirige-se para o norte, cruzando vários corredores de áreas de pavé todas classificada entre três ou quatro estrelas, para chegar à zona de cinco estrelas após 200 quilómetros no setor de pavé de Mons-en-Pévèle com um comprimento de 3 quilómetros. Ao final o pelotão ingressa aos últimos setores de dificuldade de três e cinco estrelas, como o clássico setor de Carrefour de l'Arbre, onde os ciclistas realizam os últimos ataques na corrida a 15 quilómetros da meta, antes da chegada ao Velódromo de Roubaix.
| 29 | 97    | Troisvilles-Inchy                       | 2200 | * · * · *         |
| 28 | 103,5 | Viesly-Quiévy                           | 1800 | * · * · *         |
| 27 | 106   | Quiévy-Saint-Python                     | 3700 | * · * · * · *     |
| 26 | 112,5 | Viesly-Briastre                         | 3000 | * · * · *         |
| 25 | 116   | Briastre-Solesmes                       | 800  | * · *             |
| 24 | 124,5 | Vertain-Saint-Martin-sur-Écaillon       | 2300 | * · * · *         |
| 23 | 134,5 | Verchain-Maugré-Quérénaing              | 1600 | * · * · *         |
| 22 | 137,5 | Quérénaing-Maing                        | 2500 | * · * · *         |
| 21 | 140,5 | Maing-Monchaux-sur-Écaillon             | 1600 | * · * · *         |
| 20 | 153,5 | Haveluy-Wallers                         | 2500 | * · * · * · *     |
| 19 | 161,5 | Trouée d'Arenberg                       | 2400 | * · * · * · * · * |
| 18 | 168   | Wallers-Hélesmes                        | 1600 | * · * · *         |
| 17 | 174,5 | Hornaing-Wandignies-Hamage              | 3700 | * · * · * · *     |
| 16 | 182   | Warlaing-Brillon                        | 2400 | * · * · *         |
| 15 | 185,5 | Tilloy-lez-Marchiennes-Sars-et-Rosières | 2400 | * · * · * · *     |
| 14 | 192   | Beuvry-a-Forêt-Orchies                  | 1400 | * · * · *         |
| 13 | 197   | Orchies                                 | 1700 | * · * · *         |
| 12 | 203   | Auchy-lez-Orchies-Bersée                | 2700 | * · * · * · *     |
| 11 | 208,5 | Mons-en-Pévèle                          | 3000 | * · * · * · * · * |
| 10 | 214,5 | Mérignies-Avelin                        | 700  | * · *             |
| 9  | 218   | Pont-Thibaut-Ennevelin                  | 1400 | * · * · *         |
| 8  | 224   | Moulin-de-Vertain                       | 500  | * · *             |
| 7  | 230,5 | Cysoing-Bourghelles                     | 1300 | * · * · *         |
| 6  | 233   | Bourghelles-Wannehain                   | 1100 | * · * · *         |
| 5  | 237,5 | Camphin-en-Pévèle                       | 1800 | * · * · * · *     |
| 4  | 240   | Carrefour de l'Arbre                    | 2100 | * · * · * · * · * |
| 3  | 242,5 | Gruson                                  | 1100 | * · *             |
| 2  | 249   | Willems-Hem                             | 1400 | * · *             |
| 1  | 256   | Roubaix                                 | 300  | *                 |

## Equipas participantes
Tomaram parte na corrida 25 equipas: 18 de categoria UCI WorldTour de 2017 convidados pela organização; 7 de categoria Profissional Continental. Formando assim um pelotão de 200 ciclistas dos que acabaram 102. As equipas participantes foram:
| Equipes WorldTeam (18)- AG2R La Mondiale - Astana - Bahrain-Merida - BMC Racing Team - Bora-Hansgrohe - Cannondale-Drapac - Dimension Data - FDJ - Katusha-Alpecin - Lotto NL-Jumbo - Lotto-Soudal - Movistar Team - Orica-Scott - Quick-Step Floors - Sky - Team Sunweb - Trek-Segafredo - UAE Team Emirates Equipes profissionais Continentais (7)- Cofidis, Solutions Crédits - Delko Marseille Provence KTM - Direct Énergie - Fortuneo-Vital Concept - Roompot-Nederlandse Loterij - Sport Vlaanderen-Baloise - Wanty-Groupe Gobert |
| |

## Classificações finais
- As classificações finalizaram da seguinte forma:[7]

### Classificação geral
| \| Classificação geral \| Classificação geral \| Classificação geral \| Classificação geral \| Classificação geral \| \| Ciclista \| Ciclista \| Equipe \| Tempo \| \| \| ------------------- \| ------------------- \| -------------------------- \| ------------------- \| ------------------- \| \| 1. \| Greg Van Avermaet \| BMC Racing Team \| 5h41m07s \| \| \| 2. \| Zdeněk Štybar \| Quick-Step Floors \| + 0s \| \| \| 3. \| Sebastian Langeveld \| Cannondale-Drapac \| + 0s \| \| \| 4. \| Jasper Stuyven \| Trek-Segafredo \| + 0s \| \| \| 5. \| Gianni Moscon \| Team Sky \| + 0s \| \| \| 6. \| Arnaud Démare \| FDJ \| + 12s \| \| \| 7. \| André Greipel \| Lotto-Soudal \| + 12s \| \| \| 8. \| Edward Theuns \| Trek-Segafredo \| + 12s \| \| \| 9. \| Adrien Petit \| Direct Énergie \| + 12s \| \| \| 10. \| John Degenkolb \| Trek-Segafredo \| + 12s \| \| \| 11. \| Mathew Hayman \| Orica-Scott \| + 12s \| \| \| 12. \| Florian Sénéchal \| Cofidis, Solutions Crédits \| + 12s \| \| \| 13. \| Tom Boonen \| Quick-Step Floors \| + 12s \| \| \| 14. \| Yoann Offredo \| Wanty-Groupe Gobert \| + 12s \| \| \| 15. \| Laurens De Vreese \| Astana \| + 12s \| \| \| 16. \| Marcus Burghardt \| Bora-Hansgrohe \| + 12s \| \| \| 17. \| Piet Allegaert \| Sport Vlaanderen-Baloise \| + 12s \| \| \| 18. \| Nikolas Maes \| Lotto-Soudal \| + 12s \| \| \| 19. \| Sylvain Chavanel \| Direct Énergie \| + 12s \| \| \| 20. \| Dylan van Baarle \| Cannondale-Drapac \| + 12s \| \| |                     |                            |          |
| |                     |                            |          |
| Fontes: ProCyclingStats Cycling Quotient Cycling Archives |                     |                            |          |
| Classificação geral |                     |                            |          |
| Ciclista | Ciclista            | Equipe                     | Tempo    |
| 1. | Greg Van Avermaet   | BMC Racing Team            | 5h41m07s |
| 2. | Zdeněk Štybar       | Quick-Step Floors          | + 0s     |
| 3. | Sebastian Langeveld | Cannondale-Drapac          | + 0s     |
| 4. | Jasper Stuyven      | Trek-Segafredo             | + 0s     |
| 5. | Gianni Moscon       | Team Sky                   | + 0s     |
| 6. | Arnaud Démare       | FDJ                        | + 12s    |
| 7. | André Greipel       | Lotto-Soudal               | + 12s    |
| 8. | Edward Theuns       | Trek-Segafredo             | + 12s    |
| 9. | Adrien Petit        | Direct Énergie             | + 12s    |
| 10. | John Degenkolb      | Trek-Segafredo             | + 12s    |
| 11. | Mathew Hayman       | Orica-Scott                | + 12s    |
| 12. | Florian Sénéchal    | Cofidis, Solutions Crédits | + 12s    |
| 13. | Tom Boonen          | Quick-Step Floors          | + 12s    |
| 14. | Yoann Offredo       | Wanty-Groupe Gobert        | + 12s    |
| 15. | Laurens De Vreese   | Astana                     | + 12s    |
| 16. | Marcus Burghardt    | Bora-Hansgrohe             | + 12s    |
| 17. | Piet Allegaert      | Sport Vlaanderen-Baloise   | + 12s    |
| 18. | Nikolas Maes        | Lotto-Soudal               | + 12s    |
| 19. | Sylvain Chavanel    | Direct Énergie             | + 12s    |
| 20. | Dylan van Baarle    | Cannondale-Drapac          | + 12s    |

## Ciclistas participantes e posições finais
| Orica-Scott ORS | Orica-Scott ORS           | Orica-Scott ORS |
| --------------- | ------------------------- | --------------- |
| Num             | Ciclista                  | Pos             |
| 1               | Mathew Hayman (AUS)       | 11.             |
| 2               | Sam Bewley (NZL)          | DNF             |
| 3               | Mitchell Docker (AUS)     | 91.             |
| 4               | Luke Durbridge (AUS)      | DNF             |
| 5               | Alexander Edmondson (AUS) | 90.             |
| 6               | Jens Keukeleire (BEL)     | 83.             |
| 7               | Luka Mezgec (SLO)         | 67.             |
| 8               | Magnus Cort (DEN)         | DNF             |

| Quick-Step Floors QST | Quick-Step Floors QST | Quick-Step Floors QST |
| --------------------- | --------------------- | --------------------- |
| Num                   | Ciclista              | Pos                   |
| 11                    | Tom Boonen (BEL)      | 13.                   |
| 12                    | Tim Declercq (BEL)    | DNF                   |
| 13                    | Iljo Keisse (BEL)     | 44.                   |
| 14                    | Yves Lampaert (BEL)   | 82.                   |
| 15                    | Zdeněk Štybar (CZE)   | 2.                    |
| 16                    | Niki Terpstra (NED)   | DNF                   |
| 17                    | Matteo Trentin (ITA)  | 88.                   |
| 18                    | Julien Vermote (BEL)  | 98.                   |

| Team Sky SKY | Team Sky SKY            | Team Sky SKY |
| ------------ | ----------------------- | ------------ |
| Num          | Ciclista                | Pos          |
| 21           | Ian Stannard (GBR)      | 72.          |
| 22           | Jonathan Dibben (GBR)   | HD           |
| 23           | Owain Doull (GBR)       | HD           |
| 24           | Christian Knees (GER)   | 59.          |
| 25           | Gianni Moscon (ITA)     | 5.           |
| 26           | Luke Rowe (GBR)         | DNF          |
| 27           | Elia Viviani (ITA)      | DNF          |
| 28           | Łukasz Wiśniowski (POL) | DNF          |

| Cannondale-Drapac CDT | Cannondale-Drapac CDT     | Cannondale-Drapac CDT |
| --------------------- | ------------------------- | --------------------- |
| Num                   | Ciclista                  | Pos                   |
| 31                    | Dylan van Baarle (NED)    | 20.                   |
| 32                    | Patrick Bevin (NZL)       | HD                    |
| 33                    | William Clarke (AUS)      | 70.                   |
| 34                    | Sebastian Langeveld (NED) | 3.                    |
| 35                    | Ryan Mullen (IRL)         | 50.                   |
| 36                    | Tom Scully (NZL)          | 65.                   |
| 37                    | Tom Van Asbroeck (BEL)    | DNF                   |
| 38                    | Wouter Wippert (NED)      | 42.                   |

| Dimension Data DDD | Dimension Data DDD                   | Dimension Data DDD |
| ------------------ | ------------------------------------ | ------------------ |
| Num                | Ciclista                             | Pos                |
| 41                 | Edvald Boasson Hagen (NOR) (estrada) | 64.                |
| 42                 | Nicolas Dougall (RSA)                | DNF                |
| 43                 | Bernhard Eisel (AUT)                 | 36.                |
| 44                 | Tyler Farrar (USA)                   | HD                 |
| 45                 | Ryan Gibbons (RSA)                   | DNF                |
| 46                 | Reinardt Janse van Rensburg (RSA)    | 97.                |
| 47                 | Jay Thomson (RSA)                    | 102.               |
| 48                 | Scott Thwaites (GBR)                 | 53.                |

| Lotto-Soudal LTS | Lotto-Soudal LTS              | Lotto-Soudal LTS |
| ---------------- | ----------------------------- | ---------------- |
| Num              | Ciclista                      | Pos              |
| 51               | André Greipel (GER) (estrada) | 7.               |
| 52               | Lars Bak (DEN)                | 54.              |
| 53               | Jens Debusschere (BEL)        | 78.              |
| 54               | Tony Gallopin (FRA)           | DNF              |
| 55               | Nikolas Maes (BEL)            | 18.              |
| 56               | Jürgen Roelandts (BEL)        | 22.              |
| 57               | Marcel Sieberg (GER)          | 24.              |
| 58               | Jelle Wallays (BEL)           | 23.              |

| Trek-Segafredo TFS | Trek-Segafredo TFS     | Trek-Segafredo TFS |
| ------------------ | ---------------------- | ------------------ |
| Num                | Ciclista               | Pos                |
| 61                 | John Degenkolb (GER)   | 10.                |
| 62                 | Matthias Brändle (AUT) | DNF                |
| 63                 | Koen de Kort (NED)     | 29.                |
| 64                 | Mads Pedersen (DEN)    | 95.                |
| 65                 | Grégory Rast (SUI)     | 62.                |
| 66                 | Jasper Stuyven (BEL)   | 4.                 |
| 67                 | Edward Theuns (BEL)    | 8.                 |
| 68                 | Boy van Poppel (NED)   | 51.                |

| Bora-Hansgrohe BOH | Bora-Hansgrohe BOH          | Bora-Hansgrohe BOH |
| ------------------ | --------------------------- | ------------------ |
| Num                | Ciclista                    | Pos                |
| 71                 | Peter Sagan (SVK) (estrada) | 38.                |
| 72                 | Maciej Bodnar (POL)         | 75.                |
| 73                 | Marcus Burghardt (GER)      | 16.                |
| 74                 | Michal Kolář (SVK)          | DNF                |
| 75                 | Juraj Sagan (SVK) (estrada) | 85.                |
| 76                 | Aleksejs Saramotins (LAT)   | DNF                |
| 77                 | Andreas Schillinger (GER)   | 77.                |
| 78                 | Rüdiger Selig (GER)         | DNF                |

| BMC Racing Team BMC | BMC Racing Team BMC           | BMC Racing Team BMC |
| ------------------- | ----------------------------- | ------------------- |
| Num                 | Ciclista                      | Pos                 |
| 81                  | Greg Van Avermaet (BEL)       | 1.                  |
| 82                  | Jean-Pierre Drucker (LUX)     | 74.                 |
| 83                  | Martin Elmiger (SUI)          | DNF                 |
| 84                  | Stefan Küng (SUI)             | DNF                 |
| 85                  | Daniel Oss (ITA)              | 21.                 |
| 86                  | Manuel Quinziato (ITA)        | 73.                 |
| 87                  | Miles Scotson (AUS) (estrada) | 56.                 |
| 88                  | Francisco Ventoso (ESP)       | DNF                 |

| LottoNL-Jumbo TLJ | LottoNL-Jumbo TLJ           | LottoNL-Jumbo TLJ |
| ----------------- | --------------------------- | ----------------- |
| Num               | Ciclista                    | Pos               |
| 91                | Lars Boom (NED)             | DNF               |
| 92                | Dylan Groenewegen (NED)     | 47.               |
| 93                | Amund Grøndahl Jansen (NOR) | 94.               |
| 95                | Jos van Emden (NED)         | 33.               |
| 96                | Gijs Van Hoecke (BEL)       | DNF               |
| 97                | Robert Wagner (GER)         | DNF               |
| 98                | Maarten Wynants (BEL)       | HD                |
| 99                | Twan Castelijns (NED)       | HD                |

| Movistar Team MOV | Movistar Team MOV      | Movistar Team MOV |
| ----------------- | ---------------------- | ----------------- |
| Num               | Ciclista               | Pos               |
| 101               | Imanol Erviti (ESP)    | 61.               |
| 102               | Jorge Arcas (ESP)      | 60.               |
| 103               | Daniele Bennati (ITA)  | 41.               |
| 104               | Nuno Bico (POR)        | DNF               |
| 105               | Héctor Carretero (ESP) | DNF               |
| 106               | Alex Dowsett (GBR)     | 66.               |
| 107               | Nelson Oliveira (POR)  | DNF               |
| 108               | Jasha Sütterlin (GER)  | 40.               |

| FDJ | FDJ                       | FDJ |
| --- | ------------------------- | --- |
| Num | Ciclista                  | Pos |
| 111 | Arnaud Démare (FRA)       | 6.  |
| 112 | Mickaël Delage (FRA)      | 43. |
| 113 | Jacopo Guarnieri (ITA)    | DNF |
| 114 | Daniel Hoelgaard (NOR)    | DNF |
| 115 | Ignatas Konovalovas (LTU) | DNF |
| 116 | Mathieu Ladagnous (FRA)   | 45. |
| 117 | Olivier Le Gac (FRA)      | 58. |
| 118 | Marc Sarreau (FRA)        | 84. |

| Direct Énergie DEN | Direct Énergie DEN     | Direct Énergie DEN |
| ------------------ | ---------------------- | ------------------ |
| Num                | Ciclista               | Pos                |
| 121                | Sylvain Chavanel (FRA) | 19.                |
| 122                | Romain Cardis (FRA)    | HD                 |
| 123                | Antoine Duchesne (CAN) | DNF                |
| 124                | Yohann Gène (FRA)      | DNF                |
| 125                | Tony Hurel (FRA)       | DNF                |
| 126                | Julien Morice (FRA)    | DNF                |
| 127                | Adrien Petit (FRA)     | 9.                 |
| 128                | Alexandre Pichot (FRA) | DNF                |

| AG2R La Mondiale ALM | AG2R La Mondiale ALM     | AG2R La Mondiale ALM |
| -------------------- | ------------------------ | -------------------- |
| Num                  | Ciclista                 | Pos                  |
| 131                  | Oliver Naesen (BEL)      | 31.                  |
| 132                  | Gediminas Bagdonas (LTU) | DNF                  |
| 133                  | Rudy Barbier (FRA)       | DNF                  |
| 134                  | Nico Denz (GER)          | DNF                  |
| 135                  | Julien Duval (FRA)       | DNF                  |
| 136                  | Alexis Gougeard (FRA)    | HD                   |
| 137                  | Hugo Houle (CAN)         | 63.                  |
| 138                  | Stijn Vandenbergh (BEL)  | 35.                  |

| Team Sunweb SUN | Team Sunweb SUN            | Team Sunweb SUN |
| --------------- | -------------------------- | --------------- |
| Num             | Ciclista                   | Pos             |
| 141             | Ramon Sinkeldam (NED)      | 25.             |
| 142             | Søren Kragh Andersen (DEN) | DNF             |
| 143             | Nikias Arndt (GER)         | 71.             |
| 144             | Bert De Backer (BEL)       | 32.             |
| 145             | Tom Stamsnijder (NED)      | DNF             |
| 146             | Mike Teunissen (NED)       | 49.             |
| 147             | Zico Waeytens (BEL)        | DNF             |
| 150             | Albert Timmer (NED)        | DNF             |

| Katusha-Alpecin KAT | Katusha-Alpecin KAT      | Katusha-Alpecin KAT |
| ------------------- | ------------------------ | ------------------- |
| Num                 | Ciclista                 | Pos                 |
| 151                 | Alexander Kristoff (NOR) | DNF                 |
| 152                 | Jenthe Biermans (BEL)    | 96.                 |
| 153                 | Marco Haller (AUT)       | 87.                 |
| 154                 | Reto Hollenstein (SUI)   | 48.                 |
| 155                 | Tony Martin (GER)        | 76.                 |
| 156                 | Michael Mørkøv (DEN)     | DNF                 |
| 157                 | Nils Politt (GER)        | 27.                 |
| 158                 | Mads Würtz (DEN)         | 46.                 |

| Cofidis, Solutions Crédits COF | Cofidis, Solutions Crédits COF | Cofidis, Solutions Crédits COF |
| ------------------------------ | ------------------------------ | ------------------------------ |
| Num                            | Ciclista                       | Pos                            |
| 161                            | Florian Sénéchal (FRA)         | 12.                            |
| 162                            | Loic Chetout (FRA)             | HD                             |
| 163                            | Dimitri Claeys (BEL)           | 34.                            |
| 164                            | Hugo Hofstetter (FRA)          | DNF                            |
| 165                            | Christophe Laporte (FRA)       | 39.                            |
| 166                            | Cyril Lemoine (FRA)            | DNF                            |
| 167                            | Kenneth Vanbilsen (BEL)        | DNF                            |
| 168                            | Jonas Van Genechten (BEL)      | 28.                            |

| Sport Vlaanderen-Baloise SVB | Sport Vlaanderen-Baloise SVB | Sport Vlaanderen-Baloise SVB |
| ---------------------------- | ---------------------------- | ---------------------------- |
| Num                          | Ciclista                     | Pos                          |
| 171                          | Preben Van Hecke (BEL)       |                              |
| 172                          | Piet Allegaert (BEL)         | 17.                          |
| 173                          | Benjamin Declercq (BEL)      | DNF                          |
| 174                          | Maxime Farazijn (BEL)        | 57.                          |
| 175                          | Edward Planckaert (BEL)      | 79.                          |
| 176                          | Jonas Rickaert (BEL)         | HD                           |
| 177                          | Stijn Steels (BEL)           | DNF                          |
| 178                          | Bert Van Lerberghe (BEL)     | 30.                          |

| Astana AST | Astana AST                | Astana AST |
| ---------- | ------------------------- | ---------- |
| Num        | Ciclista                  | Pos        |
| 181        | Matti Breschel (DEN)      | 99.        |
| 182        | Zhandos Bizhigitov (KAZ)  | HD         |
| 183        | Laurens De Vreese (BEL)   | 15.        |
| 184        | Dmitriy Gruzdev (KAZ)     | 68.        |
| 185        | Arman Kamyshev (KAZ)      | DNF        |
| 186        | Truls Engen Korsæth (NOR) | 92.        |
| 187        | Riccardo Minali (ITA)     | DNF        |
| 188        | Ruslan Tleubayev (KAZ)    | DNF        |

| Wanty-Groupe Gobert WGG | Wanty-Groupe Gobert WGG        | Wanty-Groupe Gobert WGG |
| ----------------------- | ------------------------------ | ----------------------- |
| Num                     | Ciclista                       | Pos                     |
| 191                     | Yoann Offredo (FRA)            | 14.                     |
| 192                     | Frederik Backaert (BEL)        | 37.                     |
| 193                     | Wesley Kreder (NED)            | 80.                     |
| 194                     | Mark McNally (GBR)             | DNF                     |
| 195                     | Guillaume Van Keirsbulck (BEL) | DNF                     |
| 197                     | Pieter Vanspeybrouck (BEL)     | DNF                     |
| 198                     | Frederik Veuchelen (BEL)       | DNF                     |
| 199                     | Danilo Napolitano (ITA)        | DNF                     |

| Fortuneo-Vital Concept FVC | Fortuneo-Vital Concept FVC | Fortuneo-Vital Concept FVC |
| -------------------------- | -------------------------- | -------------------------- |
| Num                        | Ciclista                   | Pos                        |
| 201                        | Daniel McLay (GBR)         | HD                         |
| 202                        | Franck Bonnamour (FRA)     | 86.                        |
| 203                        | Erwann Corbel (FRA)        | HD                         |
| 204                        | Maxime Daniel (FRA)        | DNF                        |
| 205                        | Benoît Jarrier (FRA)       | HD                         |
| 206                        | Francis Mourey (FRA)       | 81.                        |
| 207                        | Pierre-Luc Périchon (FRA)  | 55.                        |
| 208                        | Boris Vallée (BEL)         | 100.                       |

| Roompot-Nederlandse Loterij RNL | Roompot-Nederlandse Loterij RNL | Roompot-Nederlandse Loterij RNL |
| ------------------------------- | ------------------------------- | ------------------------------- |
| Num                             | Ciclista                        | Pos                             |
| 211                             | Pim Ligthart (NED)              | 52.                             |
| 212                             | Jesper Asselman (NED)           | DNF                             |
| 213                             | Berden de Vries (NED)           | HD                              |
| 214                             | André Looij (NED)               | DNF                             |
| 215                             | Elmar Reinders (NED)            | DNF                             |
| 216                             | Taco van der Hoorn (NED)        | HD                              |
| 217                             | Brian van Goethem (NED)         | HD                              |
| 218                             | Coen Vermeltfoort (NED)         | DNF                             |

| Bahrain-Merida TBM | Bahrain-Merida TBM        | Bahrain-Merida TBM |
| ------------------ | ------------------------- | ------------------ |
| Num                | Ciclista                  | Pos                |
| 221                | Niccolò Bonifazio (ITA)   | 89.                |
| 222                | Borut Božič (SLO)         | HD                 |
| 223                | Iván García Cortina (ESP) | DNF                |
| 224                | Jon Ander Insausti (ESP)  | HD                 |
| 225                | David Per (SLO)           | 93.                |
| 226                | Luka Pibernik (SLO)       | 101.               |
| 227                | Wang Meiyin (CHN)         | DNF                |

| UAE Team Emirates UAD | UAE Team Emirates UAD | UAE Team Emirates UAD |
| --------------------- | --------------------- | --------------------- |
| Num                   | Ciclista              | Pos                   |
| 231                   | Sacha Modolo (ITA)    | DNF                   |
| 232                   | Matteo Bono (ITA)     | DNF                   |
| 233                   | Roberto Ferrari (ITA) | DNF                   |
| 234                   | Andrea Guardini (ITA) | DNF                   |
| 235                   | Marko Kump (SLO)      | DNF                   |
| 236                   | Marco Marcato (ITA)   | 26.                   |
| 237                   | Oliviero Troia (ITA)  | DNF                   |
| 238                   | Federico Zurlo (ITA)  | DNF                   |

| Delko-Marseille Provence-KTM DMP | Delko-Marseille Provence-KTM DMP | Delko-Marseille Provence-KTM DMP |
| -------------------------------- | -------------------------------- | -------------------------------- |
| Num                              | Ciclista                         | Pos                              |
| 241                              | Yannick Martinez (FRA)           | DNF                              |
| 242                              | Asbjørn Kragh Andersen (DEN)     | DNF                              |
| 243                              | Mikel Aristi (ESP)               | DNF                              |
| 244                              | Benjamin Giraud (FRA)            | DNF                              |
| 245                              | Martin Laas (EST)                | DNF                              |
| 246                              | Romain Lemarchand (FRA)          | DNF                              |
| 247                              | Evaldas Šiškevičius (LTU)        | DNF                              |
| 248                              | Gatis Smukulis (LAT)             | DNF                              |

| Orica-Scott ORS | Orica-Scott ORS           | Orica-Scott ORS |
| --------------- | ------------------------- | --------------- |
| Num             | Ciclista                  | Pos             |
| 1               | Mathew Hayman (AUS)       | 11.             |
| 2               | Sam Bewley (NZL)          | DNF             |
| 3               | Mitchell Docker (AUS)     | 91.             |
| 4               | Luke Durbridge (AUS)      | DNF             |
| 5               | Alexander Edmondson (AUS) | 90.             |
| 6               | Jens Keukeleire (BEL)     | 83.             |
| 7               | Luka Mezgec (SLO)         | 67.             |
| 8               | Magnus Cort (DEN)         | DNF             |

| Quick-Step Floors QST | Quick-Step Floors QST | Quick-Step Floors QST |
| --------------------- | --------------------- | --------------------- |
| Num                   | Ciclista              | Pos                   |
| 11                    | Tom Boonen (BEL)      | 13.                   |
| 12                    | Tim Declercq (BEL)    | DNF                   |
| 13                    | Iljo Keisse (BEL)     | 44.                   |
| 14                    | Yves Lampaert (BEL)   | 82.                   |
| 15                    | Zdeněk Štybar (CZE)   | 2.                    |
| 16                    | Niki Terpstra (NED)   | DNF                   |
| 17                    | Matteo Trentin (ITA)  | 88.                   |
| 18                    | Julien Vermote (BEL)  | 98.                   |

| Team Sky SKY | Team Sky SKY            | Team Sky SKY |
| ------------ | ----------------------- | ------------ |
| Num          | Ciclista                | Pos          |
| 21           | Ian Stannard (GBR)      | 72.          |
| 22           | Jonathan Dibben (GBR)   | HD           |
| 23           | Owain Doull (GBR)       | HD           |
| 24           | Christian Knees (GER)   | 59.          |
| 25           | Gianni Moscon (ITA)     | 5.           |
| 26           | Luke Rowe (GBR)         | DNF          |
| 27           | Elia Viviani (ITA)      | DNF          |
| 28           | Łukasz Wiśniowski (POL) | DNF          |

| Cannondale-Drapac CDT | Cannondale-Drapac CDT     | Cannondale-Drapac CDT |
| --------------------- | ------------------------- | --------------------- |
| Num                   | Ciclista                  | Pos                   |
| 31                    | Dylan van Baarle (NED)    | 20.                   |
| 32                    | Patrick Bevin (NZL)       | HD                    |
| 33                    | William Clarke (AUS)      | 70.                   |
| 34                    | Sebastian Langeveld (NED) | 3.                    |
| 35                    | Ryan Mullen (IRL)         | 50.                   |
| 36                    | Tom Scully (NZL)          | 65.                   |
| 37                    | Tom Van Asbroeck (BEL)    | DNF                   |
| 38                    | Wouter Wippert (NED)      | 42.                   |

| Dimension Data DDD | Dimension Data DDD                   | Dimension Data DDD |
| ------------------ | ------------------------------------ | ------------------ |
| Num                | Ciclista                             | Pos                |
| 41                 | Edvald Boasson Hagen (NOR) (estrada) | 64.                |
| 42                 | Nicolas Dougall (RSA)                | DNF                |
| 43                 | Bernhard Eisel (AUT)                 | 36.                |
| 44                 | Tyler Farrar (USA)                   | HD                 |
| 45                 | Ryan Gibbons (RSA)                   | DNF                |
| 46                 | Reinardt Janse van Rensburg (RSA)    | 97.                |
| 47                 | Jay Thomson (RSA)                    | 102.               |
| 48                 | Scott Thwaites (GBR)                 | 53.                |

| Lotto-Soudal LTS | Lotto-Soudal LTS              | Lotto-Soudal LTS |
| ---------------- | ----------------------------- | ---------------- |
| Num              | Ciclista                      | Pos              |
| 51               | André Greipel (GER) (estrada) | 7.               |
| 52               | Lars Bak (DEN)                | 54.              |
| 53               | Jens Debusschere (BEL)        | 78.              |
| 54               | Tony Gallopin (FRA)           | DNF              |
| 55               | Nikolas Maes (BEL)            | 18.              |
| 56               | Jürgen Roelandts (BEL)        | 22.              |
| 57               | Marcel Sieberg (GER)          | 24.              |
| 58               | Jelle Wallays (BEL)           | 23.              |

| Trek-Segafredo TFS | Trek-Segafredo TFS     | Trek-Segafredo TFS |
| ------------------ | ---------------------- | ------------------ |
| Num                | Ciclista               | Pos                |
| 61                 | John Degenkolb (GER)   | 10.                |
| 62                 | Matthias Brändle (AUT) | DNF                |
| 63                 | Koen de Kort (NED)     | 29.                |
| 64                 | Mads Pedersen (DEN)    | 95.                |
| 65                 | Grégory Rast (SUI)     | 62.                |
| 66                 | Jasper Stuyven (BEL)   | 4.                 |
| 67                 | Edward Theuns (BEL)    | 8.                 |
| 68                 | Boy van Poppel (NED)   | 51.                |

| Bora-Hansgrohe BOH | Bora-Hansgrohe BOH          | Bora-Hansgrohe BOH |
| ------------------ | --------------------------- | ------------------ |
| Num                | Ciclista                    | Pos                |
| 71                 | Peter Sagan (SVK) (estrada) | 38.                |
| 72                 | Maciej Bodnar (POL)         | 75.                |
| 73                 | Marcus Burghardt (GER)      | 16.                |
| 74                 | Michal Kolář (SVK)          | DNF                |
| 75                 | Juraj Sagan (SVK) (estrada) | 85.                |
| 76                 | Aleksejs Saramotins (LAT)   | DNF                |
| 77                 | Andreas Schillinger (GER)   | 77.                |
| 78                 | Rüdiger Selig (GER)         | DNF                |

| BMC Racing Team BMC | BMC Racing Team BMC           | BMC Racing Team BMC |
| ------------------- | ----------------------------- | ------------------- |
| Num                 | Ciclista                      | Pos                 |
| 81                  | Greg Van Avermaet (BEL)       | 1.                  |
| 82                  | Jean-Pierre Drucker (LUX)     | 74.                 |
| 83                  | Martin Elmiger (SUI)          | DNF                 |
| 84                  | Stefan Küng (SUI)             | DNF                 |
| 85                  | Daniel Oss (ITA)              | 21.                 |
| 86                  | Manuel Quinziato (ITA)        | 73.                 |
| 87                  | Miles Scotson (AUS) (estrada) | 56.                 |
| 88                  | Francisco Ventoso (ESP)       | DNF                 |

| LottoNL-Jumbo TLJ | LottoNL-Jumbo TLJ           | LottoNL-Jumbo TLJ |
| ----------------- | --------------------------- | ----------------- |
| Num               | Ciclista                    | Pos               |
| 91                | Lars Boom (NED)             | DNF               |
| 92                | Dylan Groenewegen (NED)     | 47.               |
| 93                | Amund Grøndahl Jansen (NOR) | 94.               |
| 95                | Jos van Emden (NED)         | 33.               |
| 96                | Gijs Van Hoecke (BEL)       | DNF               |
| 97                | Robert Wagner (GER)         | DNF               |
| 98                | Maarten Wynants (BEL)       | HD                |
| 99                | Twan Castelijns (NED)       | HD                |

| Movistar Team MOV | Movistar Team MOV      | Movistar Team MOV |
| ----------------- | ---------------------- | ----------------- |
| Num               | Ciclista               | Pos               |
| 101               | Imanol Erviti (ESP)    | 61.               |
| 102               | Jorge Arcas (ESP)      | 60.               |
| 103               | Daniele Bennati (ITA)  | 41.               |
| 104               | Nuno Bico (POR)        | DNF               |
| 105               | Héctor Carretero (ESP) | DNF               |
| 106               | Alex Dowsett (GBR)     | 66.               |
| 107               | Nelson Oliveira (POR)  | DNF               |
| 108               | Jasha Sütterlin (GER)  | 40.               |

| FDJ | FDJ                       | FDJ |
| --- | ------------------------- | --- |
| Num | Ciclista                  | Pos |
| 111 | Arnaud Démare (FRA)       | 6.  |
| 112 | Mickaël Delage (FRA)      | 43. |
| 113 | Jacopo Guarnieri (ITA)    | DNF |
| 114 | Daniel Hoelgaard (NOR)    | DNF |
| 115 | Ignatas Konovalovas (LTU) | DNF |
| 116 | Mathieu Ladagnous (FRA)   | 45. |
| 117 | Olivier Le Gac (FRA)      | 58. |
| 118 | Marc Sarreau (FRA)        | 84. |

| Direct Énergie DEN | Direct Énergie DEN     | Direct Énergie DEN |
| ------------------ | ---------------------- | ------------------ |
| Num                | Ciclista               | Pos                |
| 121                | Sylvain Chavanel (FRA) | 19.                |
| 122                | Romain Cardis (FRA)    | HD                 |
| 123                | Antoine Duchesne (CAN) | DNF                |
| 124                | Yohann Gène (FRA)      | DNF                |
| 125                | Tony Hurel (FRA)       | DNF                |
| 126                | Julien Morice (FRA)    | DNF                |
| 127                | Adrien Petit (FRA)     | 9.                 |
| 128                | Alexandre Pichot (FRA) | DNF                |

| AG2R La Mondiale ALM | AG2R La Mondiale ALM     | AG2R La Mondiale ALM |
| -------------------- | ------------------------ | -------------------- |
| Num                  | Ciclista                 | Pos                  |
| 131                  | Oliver Naesen (BEL)      | 31.                  |
| 132                  | Gediminas Bagdonas (LTU) | DNF                  |
| 133                  | Rudy Barbier (FRA)       | DNF                  |
| 134                  | Nico Denz (GER)          | DNF                  |
| 135                  | Julien Duval (FRA)       | DNF                  |
| 136                  | Alexis Gougeard (FRA)    | HD                   |
| 137                  | Hugo Houle (CAN)         | 63.                  |
| 138                  | Stijn Vandenbergh (BEL)  | 35.                  |

| Team Sunweb SUN | Team Sunweb SUN            | Team Sunweb SUN |
| --------------- | -------------------------- | --------------- |
| Num             | Ciclista                   | Pos             |
| 141             | Ramon Sinkeldam (NED)      | 25.             |
| 142             | Søren Kragh Andersen (DEN) | DNF             |
| 143             | Nikias Arndt (GER)         | 71.             |
| 144             | Bert De Backer (BEL)       | 32.             |
| 145             | Tom Stamsnijder (NED)      | DNF             |
| 146             | Mike Teunissen (NED)       | 49.             |
| 147             | Zico Waeytens (BEL)        | DNF             |
| 150             | Albert Timmer (NED)        | DNF             |

| Katusha-Alpecin KAT | Katusha-Alpecin KAT      | Katusha-Alpecin KAT |
| ------------------- | ------------------------ | ------------------- |
| Num                 | Ciclista                 | Pos                 |
| 151                 | Alexander Kristoff (NOR) | DNF                 |
| 152                 | Jenthe Biermans (BEL)    | 96.                 |
| 153                 | Marco Haller (AUT)       | 87.                 |
| 154                 | Reto Hollenstein (SUI)   | 48.                 |
| 155                 | Tony Martin (GER)        | 76.                 |
| 156                 | Michael Mørkøv (DEN)     | DNF                 |
| 157                 | Nils Politt (GER)        | 27.                 |
| 158                 | Mads Würtz (DEN)         | 46.                 |

| Cofidis, Solutions Crédits COF | Cofidis, Solutions Crédits COF | Cofidis, Solutions Crédits COF |
| ------------------------------ | ------------------------------ | ------------------------------ |
| Num                            | Ciclista                       | Pos                            |
| 161                            | Florian Sénéchal (FRA)         | 12.                            |
| 162                            | Loic Chetout (FRA)             | HD                             |
| 163                            | Dimitri Claeys (BEL)           | 34.                            |
| 164                            | Hugo Hofstetter (FRA)          | DNF                            |
| 165                            | Christophe Laporte (FRA)       | 39.                            |
| 166                            | Cyril Lemoine (FRA)            | DNF                            |
| 167                            | Kenneth Vanbilsen (BEL)        | DNF                            |
| 168                            | Jonas Van Genechten (BEL)      | 28.                            |

| Sport Vlaanderen-Baloise SVB | Sport Vlaanderen-Baloise SVB | Sport Vlaanderen-Baloise SVB |
| ---------------------------- | ---------------------------- | ---------------------------- |
| Num                          | Ciclista                     | Pos                          |
| 171                          | Preben Van Hecke (BEL)       |                              |
| 172                          | Piet Allegaert (BEL)         | 17.                          |
| 173                          | Benjamin Declercq (BEL)      | DNF                          |
| 174                          | Maxime Farazijn (BEL)        | 57.                          |
| 175                          | Edward Planckaert (BEL)      | 79.                          |
| 176                          | Jonas Rickaert (BEL)         | HD                           |
| 177                          | Stijn Steels (BEL)           | DNF                          |
| 178                          | Bert Van Lerberghe (BEL)     | 30.                          |

| Astana AST | Astana AST                | Astana AST |
| ---------- | ------------------------- | ---------- |
| Num        | Ciclista                  | Pos        |
| 181        | Matti Breschel (DEN)      | 99.        |
| 182        | Zhandos Bizhigitov (KAZ)  | HD         |
| 183        | Laurens De Vreese (BEL)   | 15.        |
| 184        | Dmitriy Gruzdev (KAZ)     | 68.        |
| 185        | Arman Kamyshev (KAZ)      | DNF        |
| 186        | Truls Engen Korsæth (NOR) | 92.        |
| 187        | Riccardo Minali (ITA)     | DNF        |
| 188        | Ruslan Tleubayev (KAZ)    | DNF        |

| Wanty-Groupe Gobert WGG | Wanty-Groupe Gobert WGG        | Wanty-Groupe Gobert WGG |
| ----------------------- | ------------------------------ | ----------------------- |
| Num                     | Ciclista                       | Pos                     |
| 191                     | Yoann Offredo (FRA)            | 14.                     |
| 192                     | Frederik Backaert (BEL)        | 37.                     |
| 193                     | Wesley Kreder (NED)            | 80.                     |
| 194                     | Mark McNally (GBR)             | DNF                     |
| 195                     | Guillaume Van Keirsbulck (BEL) | DNF                     |
| 197                     | Pieter Vanspeybrouck (BEL)     | DNF                     |
| 198                     | Frederik Veuchelen (BEL)       | DNF                     |
| 199                     | Danilo Napolitano (ITA)        | DNF                     |

| Fortuneo-Vital Concept FVC | Fortuneo-Vital Concept FVC | Fortuneo-Vital Concept FVC |
| -------------------------- | -------------------------- | -------------------------- |
| Num                        | Ciclista                   | Pos                        |
| 201                        | Daniel McLay (GBR)         | HD                         |
| 202                        | Franck Bonnamour (FRA)     | 86.                        |
| 203                        | Erwann Corbel (FRA)        | HD                         |
| 204                        | Maxime Daniel (FRA)        | DNF                        |
| 205                        | Benoît Jarrier (FRA)       | HD                         |
| 206                        | Francis Mourey (FRA)       | 81.                        |
| 207                        | Pierre-Luc Périchon (FRA)  | 55.                        |
| 208                        | Boris Vallée (BEL)         | 100.                       |

| Roompot-Nederlandse Loterij RNL | Roompot-Nederlandse Loterij RNL | Roompot-Nederlandse Loterij RNL |
| ------------------------------- | ------------------------------- | ------------------------------- |
| Num                             | Ciclista                        | Pos                             |
| 211                             | Pim Ligthart (NED)              | 52.                             |
| 212                             | Jesper Asselman (NED)           | DNF                             |
| 213                             | Berden de Vries (NED)           | HD                              |
| 214                             | André Looij (NED)               | DNF                             |
| 215                             | Elmar Reinders (NED)            | DNF                             |
| 216                             | Taco van der Hoorn (NED)        | HD                              |
| 217                             | Brian van Goethem (NED)         | HD                              |
| 218                             | Coen Vermeltfoort (NED)         | DNF                             |

| Bahrain-Merida TBM | Bahrain-Merida TBM        | Bahrain-Merida TBM |
| ------------------ | ------------------------- | ------------------ |
| Num                | Ciclista                  | Pos                |
| 221                | Niccolò Bonifazio (ITA)   | 89.                |
| 222                | Borut Božič (SLO)         | HD                 |
| 223                | Iván García Cortina (ESP) | DNF                |
| 224                | Jon Ander Insausti (ESP)  | HD                 |
| 225                | David Per (SLO)           | 93.                |
| 226                | Luka Pibernik (SLO)       | 101.               |
| 227                | Wang Meiyin (CHN)         | DNF                |

| UAE Team Emirates UAD | UAE Team Emirates UAD | UAE Team Emirates UAD |
| --------------------- | --------------------- | --------------------- |
| Num                   | Ciclista              | Pos                   |
| 231                   | Sacha Modolo (ITA)    | DNF                   |
| 232                   | Matteo Bono (ITA)     | DNF                   |
| 233                   | Roberto Ferrari (ITA) | DNF                   |
| 234                   | Andrea Guardini (ITA) | DNF                   |
| 235                   | Marko Kump (SLO)      | DNF                   |
| 236                   | Marco Marcato (ITA)   | 26.                   |
| 237                   | Oliviero Troia (ITA)  | DNF                   |
| 238                   | Federico Zurlo (ITA)  | DNF                   |

| Delko-Marseille Provence-KTM DMP | Delko-Marseille Provence-KTM DMP | Delko-Marseille Provence-KTM DMP |
| -------------------------------- | -------------------------------- | -------------------------------- |
| Num                              | Ciclista                         | Pos                              |
| 241                              | Yannick Martinez (FRA)           | DNF                              |
| 242                              | Asbjørn Kragh Andersen (DEN)     | DNF                              |
| 243                              | Mikel Aristi (ESP)               | DNF                              |
| 244                              | Benjamin Giraud (FRA)            | DNF                              |
| 245                              | Martin Laas (EST)                | DNF                              |
| 246                              | Romain Lemarchand (FRA)          | DNF                              |
| 247                              | Evaldas Šiškevičius (LTU)        | DNF                              |
| 248                              | Gatis Smukulis (LAT)             | DNF                              |

Convenções:
- AB-N: Abandono na corrida
- FLT-N: Retiro por chegada fora do limite de tempo na corrida
- NTS-N: Não tomou a saída para a corrida
- DES-N: Desclassificado ou expulsado na corrida

## UCI World Ranking
A Paris-Roubaix outorga pontos para o UCI WorldTour de 2017 e o UCI World Ranking, este último para corredores das equipas nas categorias UCI ProTeam, Profissional Continental e Equipas Continentais. As seguintes tabelas são o barómetro de pontuação e os corredores que obtiveram pontos:
| Posição   | 1.º | 2.º | 3.º | 4.º | 5.º | 6.º | 7.º | 8.º | 9.º | 10.º |
| Pontuação | 500 | 400 | 325 | 275 | 225 | 175 | 150 | 125 | 100 | 85   |

| 1.º  | Greg Van Avermaet   | BMC Racing        | 500 |
| 2.º  | Zdeněk Štybar       | Quick-Step Floors | 400 |
| 3.º  | Sebastian Langeveld | Cannondale-Drapac | 325 |
| 4.º  | Jasper Stuyven      | Trek-Segafredo    | 275 |
| 5.º  | Gianni Moscon       | Sky               | 225 |
| 6.º  | Arnaud Démare       | FDJ               | 175 |
| 7.º  | André Greipel       | Lotto Soudal      | 150 |
| 8.º  | Edward Theuns       | Trek-Segafredo    | 125 |
| 9.º  | Adrien Petit        | Direct Énergie    | 100 |
| 10.º | John Degenkolb      | Trek-Segafredo    | 85  |